# Crozet-szigetek
A Crozet-szigetek (franciául Îles Crozet) az Indiai-óceán déli medencéjének egyik francia fennhatóság alá tartozó, a Francia déli és antarktiszi területek részét képező szigetcsoportja. Távolsága a legközelebbi nagyobb szárazföldtől, Madagaszkártól 2400 km, a keletebbre fekvő Kerguelen-szigetektől 1280 km. A szigetvilág az Alfred Faure kutatóállomáson kívül lakatlan.

## Földrajza
A szigetvilág két vulkanikus szigetcsoportból áll; hat nagyobb sziget, valamint 20 apró sziklatű és -szirt alkotja. A szigetek nyugat-keleti kiterjedése 170 km (Île aux Cochons–Île de l’Est), a két csoport legkisebb távolsága 94,5 km (Île des Pingouins–Île de la Possession).
| keleti szigetek      |         |                               |
| Île de la Possession | 150 km² | 934 m (Pic du Mascarin)       |
| Île de l’Est         | 130 km² | 1050 m (Mont Marion-Dufresne) |
| nyugati szigetek     |         |                               |
| Île aux Cochons      | 67 km²  | 826 m (Mont Richard-Foy)      |
| Île des Pingouins    | 3 km²   | 340 m (Mont des Manchots)     |
| Îlots des Apôtres    | 2 km²   | 289 m (Mont Pierre)           |

A szigetek közül csak Île de la Possession lakott, ahol 1963 óta folyamatos az emberi jelenlét.

### Geológiája
Az óceáni lemez e részének (Crozet-plató) vizsgálata alapján a szigetek korát 50 millió évre becsülik. Bazaltos kőzeteik közül 8,8 millió évesek a legfiatalabbak.

### Éghajlata
A szigetcsoport klímáját a déli félteke 40. és 50. szélességi körei közötti térség jellegzetes, erős szelei (Roaring Forties) határozzák meg. Átlagosan az év 100 napján fúj legalább 10-es erősségű (88–102 km/h) szél. Az évi átlagos csapadékmennyiség meghaladja a 2000 millimétert, a csapadékos napok száma pedig 300. A napi és az éves hőingás is igen kicsi: csak ritkán emelkedik a hőmérséklet 18 °C fölé, ugyanakkor télen sincs általában 5 °C-nál hidegebb.
A rendkívül szeles időjárás a partraszállást is megnehezíti. Még ma is előfordul, hogy a szigetet évente két alkalommal felkereső Marion Dufresne II hajóval érkező helikopterrel meghiúsul a landolás. Régen számtalanszor fel kellett adniuk a már a Crozet-szigetekhez is nehezen eljutó expedícióknak a szárazföldre lépést. 1874-ben például két kísérlet is elbukott, így az USS Swatara fedélzetén utazó csillagászoké is, akik a Vénusz-átvonulást szerették volna innen megfigyelni. Erich Dagobert von Drygalski, német sarkkutató sem maradhatott sokáig a szigeten 1901-ben, mert hajóját (Gauss) nem sikerült megfelelően lehorgonyozni. Bill Tilman, angol hegymászó és felfedező szerint – aki az 1960-as években járt itt – „a Crozet-szigetekre való eljutás egyetlen módja a hajótörés”.

## Élővilága
A szigetek növényzete a többi szubantarktikus szárazulathoz hasonlóan igen gyér: főleg fűfélék, zuzmók, mohák és alacsony cserjék alkotják.

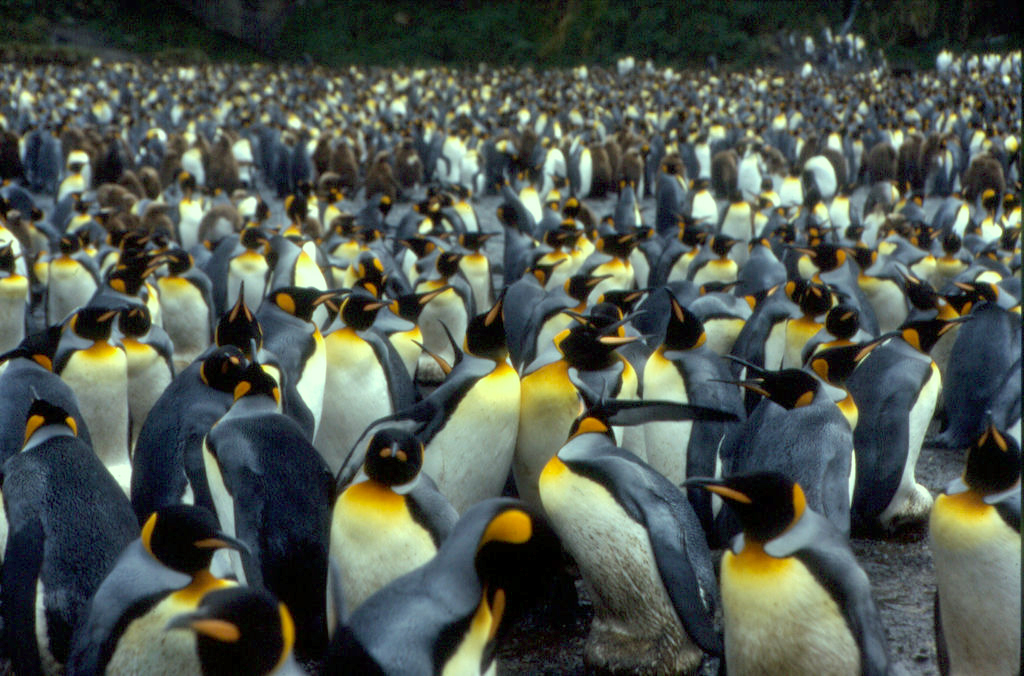
Királypingvin-kolónia (Aptenodytes patagonicus) a Crozet-szigeteken

Állatvilága viszont nagyon gazdag, a legismertebb fajok:
- antarktiszi medvefóka (Arctocephalus gazella)
- leopárdfóka (Hydrurga leptonyx)
- déli elefántfóka (Mirounga leonina)
- királypingvin (Aptenodytes patagonicus)
- déli óriáshojsza (Macronectes giganteus)
- albatroszfélék (Diomedeidae)
- márványos sügér (Notothenia rossii)
- chilei tengeri sügér (Dissostichus eleginoides)
- kék bálna (Balaenoptera musculus)
- nagy ámbráscet (Physeter macrocephalus)
- csukabálna (Balaenoptera acutorostrata)
- kardszárnyú delfin (Orcinus orca)

Az ember csaknem valamennyi felsorolt állatfajt veszélyeztette még a közelmúltban is, sőt a fókákat a kihalás szélére sodorta a rablóvadászat. A pusztítás ellenére a Crozet-szigeteken található a Föld legnagyobb királypingvin-kolóniája, az ornitológusok 300 ezer párra becslik számukat.

## Történelme
A Crozet-szigeteket 1772. január 23-án pillantotta meg először ember. Marc-Joseph Marion du Fresne francia felfedező és első tisztje, Jules Crozet – akiről később elkeresztelték az új szárazföldet – fedezték fel úton Új-Zéland és Tasmania felé. A szigetcsoport azóta francia fennhatóság alatt áll.
A szigetvilág a déli félteke állandó és erős nyugatias szeleinek övében fekszik, amelyeket vitorláshajók arra használtak, hogy Ausztráliába, Új-Zélandra vagy innen tovább Dél-Amerikába és Afrikába eljuthassanak. Így a 19. században során erre járó hajók többségének a Crozet-szigetek is útba estek, bár a viharos, változékony időjárás és a fejletlen navigáció miatt ebben az időben még csak nagy ritkán tudták őket megközelíteni. A gyér növényzet következtében csupán a szigeteken élő állatok szolgálhattak élelemként a hajótöröttek számára, a túlélés esélye tehát minimális volt. A brit haditengerészet ezért két-három évente ideküldte egy egységét, hogy esetleges szerencsétlenül jártak vagy nyomaik után kutasson.
Az 1821-ben elsüllyedt Princess of Wales brit fókavadászhajó megmaradt legénysége például két évet sínylődött a távoli helyen. 1875 júliusában ugyanitt szenvedett balesetet a szintén brit felségjelű Strathmore; ekkor 40-en életüket vesztették, a 49 életben maradt pedig az Îlots des Apôtres-n húzódott meg. Pingvinekkel, albatroszokkal és füvekkel táplálkoztak, majd hat hónappal később kimentette őket egy bálnavadászhajó (Young Phoenix), bár további öt ember már nem élte túl a viszontagságokat.
A francia Tamaris legénysége még kevésbé volt szerencsés. Az 1887. március 6-án megfeneklett hajó utasai az Île aux Cochons-on tudtak partraszállni, ahol szükségszállást is összetákoltak maguknak. Augusztus 4-én egy viharmadárral kíséreltek meg üzenetet küldeni, amit végül szeptember 18-án találtak meg az ausztráliai Fremantle-ben. Az egyre nehezebb helyzetbe kerülő hajótöröttek elkeseredésükben megpróbáltak a legközelebbi, nagyobb szigetre eljutni, ahova már biztosan nem juthattak el. Mire december 2-án a La Meurthe nevű hajó a helyszínre ért, a mentőcsapat már csak a kapitány hátrahagyott levelét találta meg.
Zord felszíne ellenére a 19. század elejétől kezdve itt is megkezdődött az újonnan megismert szigetekre oly jellemző rablógazdálkodás. A gazdag állatvilág a halászok, valamint a cet- és fókavadászok szemében aranybányának számított. Először a fókák állományát tizedelték meg, mivel az embert nem ismerő állatok ellenállás nélkül hagyták magukat elejteni, így 1835-re csaknem teljesen kipusztultak a Crozet-szigetekről. Zsákmány hiányában ekkor felhagytak a fókavadászattal, ettől kezdve a bálnákra helyeződött a hangsúly. Ezzel párhuzamosan a pingvinek kiirtása is folyt, mivel a bálnavadászok nem az értékes bálnazsírral, hanem a rendelkezésre álló pingvinekkel tüzeltek. A fokozott halászat miatt csökkenő halállomány pedig a szigetek madárvilágára is kedvezőtlen hatással volt.

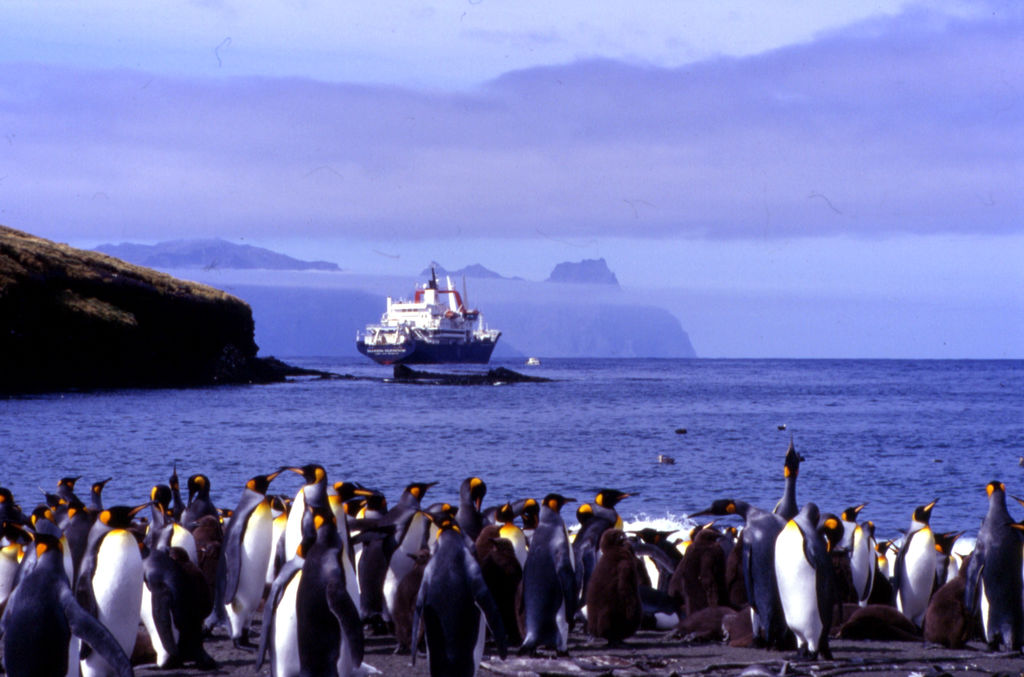
A sziget egyik felfedezőjéről elnevezett Marion Dufresne éppen elhagyja Île de la Possessiont; a háttérben az Île de l'Est látszik

1893-ban a Crozet-szigetek francia gyarmatként madagaszkári irányítás alá kerültek. 1938 óta természetvédelem alatt áll, ami visszafogta ugyan a rablógazdálkodást, de még napjainkban is előfordul, hogy illegális halásztársaságok járnak erre, hiszen a kontinensektől távol eső térség vizeit képtelenség rendszeresen ellenőrizni.
1955-ben hozták létre a Francia déli és antarktiszi területeket (franciául Terres australes et antarctiques françaises, rövidítve TAAF), amelynek része lett a szigetcsoport is.
1964-ben alapították az első tudományos célú kutatóállomást Port Alfred, illetve Alfred-Faure néven. A „Port”, azaz kikötő elnevezés nem találó, mivel hajók nem tudják megközelíteni: minden eszközt és nyersanyagot kisebb csónakokkal vagy helikopterrel kell a nyílt vízen horgonyzó hajóról a partra szállítani. A bázison postahivatal és egy kápolna (Sainte-Marie du Vent) is található. Mivel az állomás alapítása óta a Crozet-szigetek állandóan lakottak, Franciaország 1978-ban különleges gazdasági zónát alakíthatott ki, amelybe a szárazföld 200 tengeri mérföldes körzete is beleszámít. Így ma Franciaország világviszonylatban is az egyik legnagyobb vízfelülettel rendelkezhet.

## A szigetcsoport tagjai

### Île de la Possession

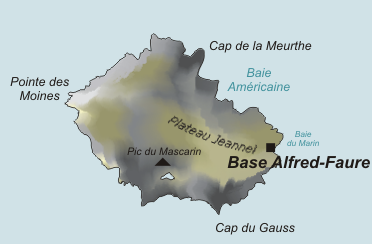
Île de la Possession térképe

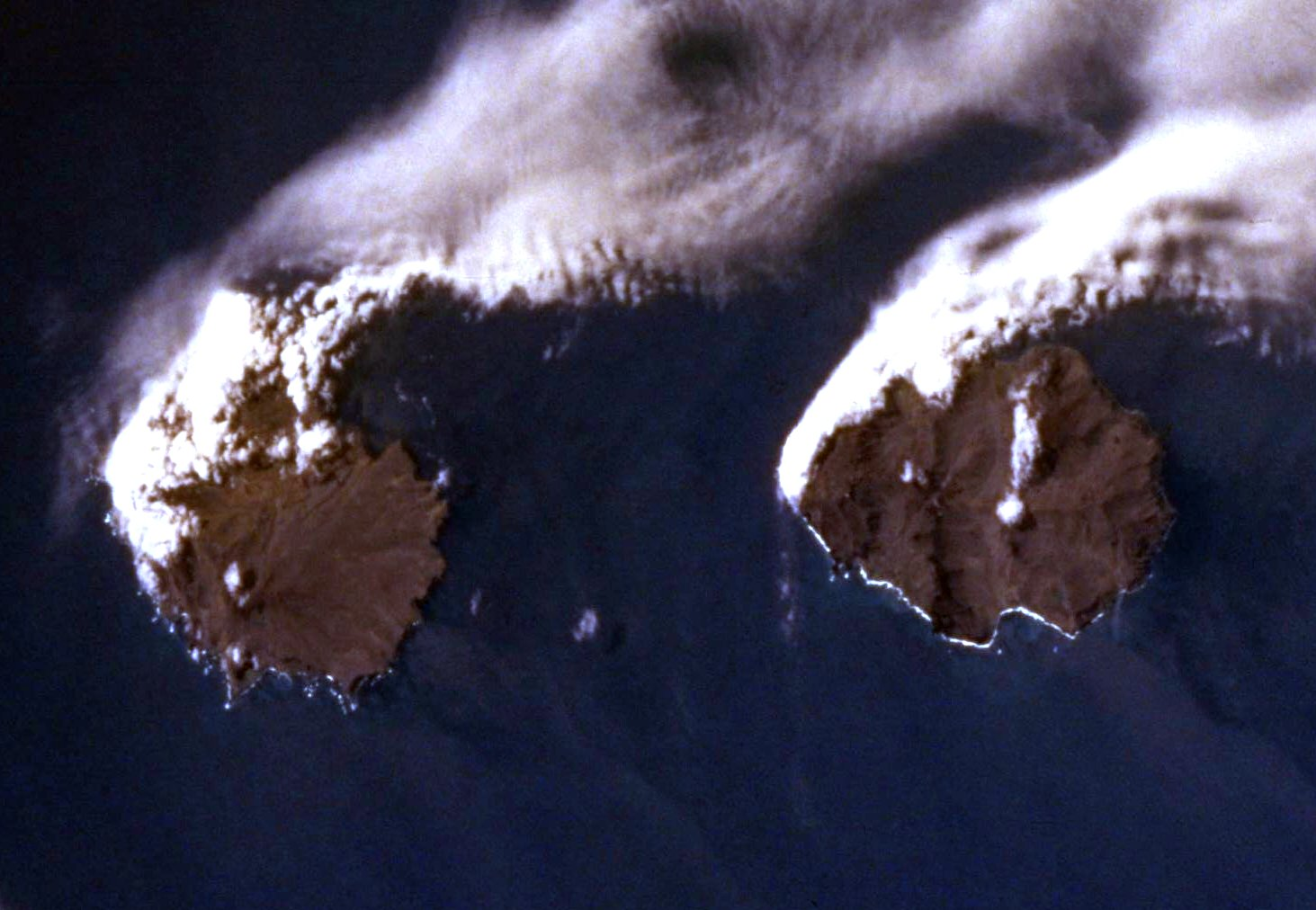
A NASA felvétele a keleti szigetcsoportról; jobbra az Île de l'Est látható

Île de la Possession (eredetileg Île de la Prise de Possession) a Crozet-szigetek legnagyobb tagja. Mintegy 15 kilométerre nyugatra fekszik a szomszédos Île de l’Esttől, a két szárazföldet a Canal des Orques választja el. A 150 km² területű sziget kelet-nyugati kiterjedése 19 km, észak-déli átmérője 14 km. Pic du Mascarin nevű rétegvulkánja (934 m) a szigetvilág második legmagasabb csúcsa.
A szigetet – a többivel együtt – 1772. január 24-én fedezte fel Marion du Fresne, és még aznap partraszállt, hogy birtokba vegye a földdarabot a francia állam nevében. A 19. század során főleg fóka-, majd cetvadászok látogatták. Az 1960-as években a keleti parton lévő Baie du Marin öblében alapították az Alfred-Faure kutatóállomást, amelynek télen 15, a nyári hónapokban mintegy 60 lakója van..

### Île de l’Est
Île de l’Est (magyarul „Keleti-sziget”) – eredetileg Île Aride – a legkeletibb fekvésű és 130 km²-es területével a második legnagyobb sziget. A Crozet-szigetek legmagasabb pontja, a felfedező tiszteletére elnevezett, 1050 méteres Mont Marion-Dufresne itt emelkedik. Régebben gyakran keresték fel bálnavadászok, ma azonban lakatlan.

### Île aux Cochons
A szigetcsoport legnyugatibb és harmadik legnagyobb tagjának neve magyarul „Disznók szigete”. A nagyjából kör alakú sziget átmérője 9 km, területe 67 km². Tájképét a 770 m magas Mont Richard-Foy tűzhányó uralja. A Crozet-szigetek nyugati csoportjához tartozó szomszédai közül az Îlots des Apôtres 15 km-re északkeletre, Île des Pingouins 30 km-re délnyugatra fekszik, míg Île de la Possession 120 km távolságra van.
Nevét onnan kapta, hogy az 1820-as években amerikai fókavadászok disznókat telepítettek be, a szigetet már ők is Hog Islandként említették. A jövevények komoly károkat okoztak az őshonos élővilágban, a következő évtizedek során azonban kihaltak. A szerencsétlenül járt francia Tamaris túlélői ezen a szigeten töltöttek több mint fél évet, majd elkeseredésükben valószínűleg tutajon a nyílt tengerre szálltak, de bizonyosan nem jutottak messzire.

### Île des Pingouins
A „Pingvinek szigete” kissé távolabb fekszik a többi szigettől; a 30 kilométerre északra lévő Île aux Cochons-tól a Chenal du Sud választja el. A 4 km hosszú és 2 km széles szárazföld területe mindössze 3 km². Legnagyobb magasságát a 340 méteres Mont des Manchots-ban éri el. A sziget előtti vizekből kisebb sziklaszirtek emelkednek: északnyugatra a Rocher de l'Arche, délre az Île Riou.

### Îlots des Apôtres
Az Îlots des Apôtres (magyarul „Apostol-szigetek”) külön szigetcsoportot alkotnak Île aux Cochons-tól 15 kilométerre, északra. Összterületük mindössze 2 km²; két kisebb, lakatlan szigetből (Grande Île és Petite Île) és számtalan apró, szigetnek nem nevezhető sziklából állnak. Az óceánból meredek falakkal kiemelkedő szirtek kis alapterületük ellenére 15–122 méter magasak is lehetnek, míg Grande Île a 289 métert (Mont Pierre) is eléri.
Az egyes szigetecskék és szirtek észak-déli irányban haladva a következők:

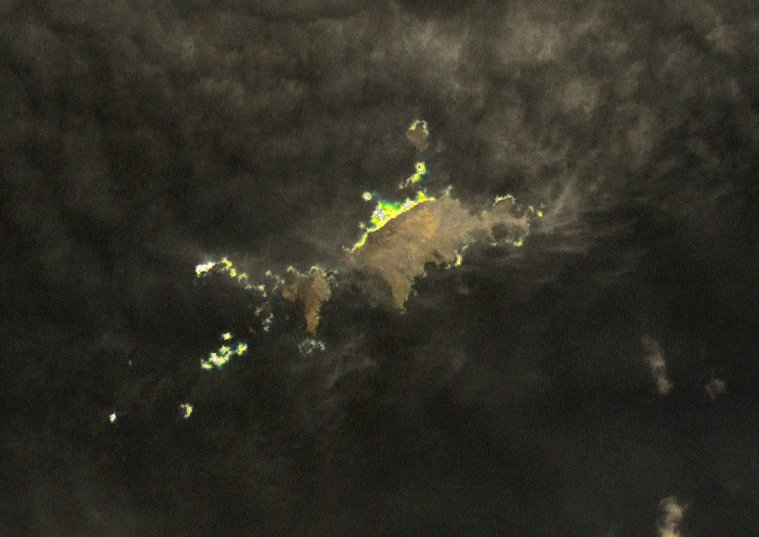
Műholdfelvétel az Îlots des Apôtres-ről

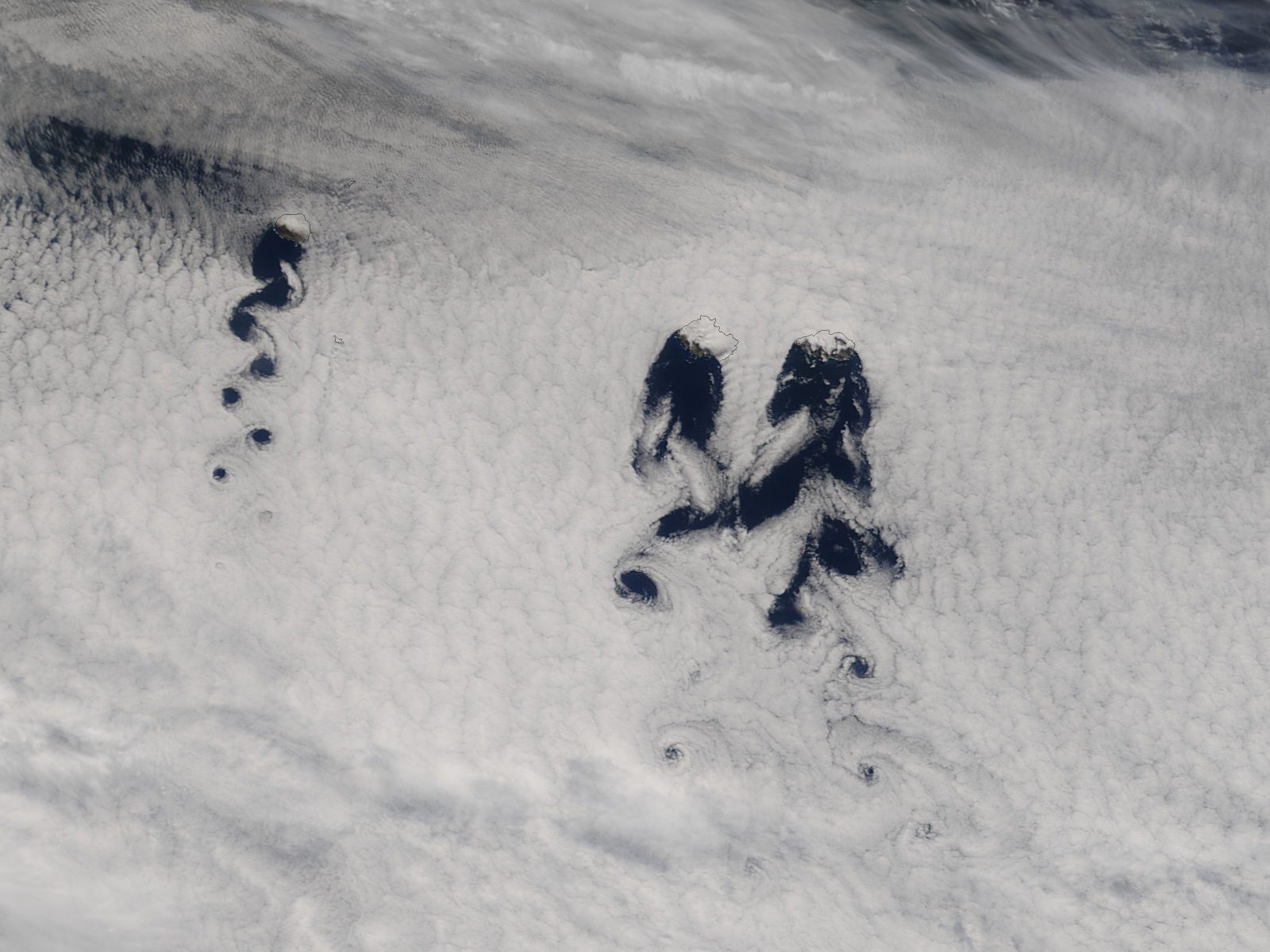
A NASA felvétele a Crozet-szigetek felett létrejött Kármán-féle örvénysorról

| szigetek                  | terület (ha)       |
| ------------------------- | ------------------ |
| Rocher Nord               | 6,0                |
| L’Enclume                 | 1,5                |
| Grande Île                | 150                |
| Le Clown                  | 0,4                |
| La Sentinelle perdue      | 0,2                |
| Les Jumeaux               | 0,5                |
| Rocher Fendu              | 3,0                |
| Petite Île                | 30                 |
| Les Sentinelles du Diable | 1,0                |
| La Grande Aiguille        | 1,0                |
| La Petite Aiguille        | 0,2                |
| Le Hangar                 | 1,5                |
| Le Donjon                 | 2,5                |
| Rocher Sud                | 1,5                |
| Le Torpilleur             | 0,1                |
| Le Caillou                | 0,4                |
| L'Obélisque               | 0,3                |
| Rocher Percé              | 1,0                |
| Îlots des Apôtres         | 201,1 (= 2,01 km²) |

## Külső hivatkozások
- Beszámoló a „hajótöröttek szigetéről” (németül)
- http://www.subantarctic.org.uk/ (angolul)
- Képek a Crozet-szigetekről (franciául)
- Fekete-fehér felvételek a Crozet-szigetekről (franciául)
- Île de la Possession virtuális térképe (franciául)
- Île de la Possession a Global Volcanism Program honlapján Archiválva 2009. április 11-i dátummal a Wayback Machine-ben (angolul)
- Rajz az Île des Pingouins-ról